# BMD-2
BMD-2（БМД-2）は、ソビエト連邦の歩兵戦闘車（IFV）。BMDとは、ロシア語で空挺戦闘車（Боевая машина десанта）を意味し、この型の車両は空中投下が可能なように設計されている。ブートカ（Будка；見張小屋）とも呼ばれることがある。
BMD-2は、1985年にソビエト連邦軍の装備に採用され、ヴォルゴグラード・トラクター工場で量産に入った。

## 概要
30mm機関砲2A42は、有効射程2,500～4,000m、発射速度500発/分。アフガニスタンの山岳地での戦闘を教訓に、+75度までの射角が取れるようになっている。対戦車戦闘用に、対戦車ミサイル9M113「コンクールス」（Конкурс）又は9M111「ファゴート」（Фагот）が搭載されている。外部監視装置は、昼夜間兼用のBPK-1-42に換装された。
BMD-1と同様に、輸送機及びヘリコプターに搭載し、P-7及びP-16型落下傘を利用して空中投下することができる。最新型のPRSM-925落下傘ロケット・システムを利用すれば、高度500m～1,500mでIl-76から投下することができる。
弾薬搭載数は、対戦車ミサイル×3発、30mm機関砲弾×300発、機関銃弾×2,940発。

## 実戦運用
ロシアのウクライナ侵攻でもロシア軍VDVが運用するBMD-2が実戦に投入され、開戦初頭の2022年3月、ウクライナイルピン方面でウクライナ軍によって撃破されて以降、多数が撃破されたことが確認されている。

## 派生型
BMD-2K
指揮車型。無線機×2台と電力供給用のエンジン発動機を設置。
BMD-2M
改良型。2019年からロシア空挺軍で評価試験が開始された。

## 採用国
- ロシア
- インド
- ウクライナ
- ウズベキスタン - 2023年時点で、ウズベキスタン陸軍が9両のBMD-2を保有している[2]。

## 登場作品

### ゲーム
『エースコンバット5』
ユークトバニア陸軍が運用している。